# Adam Powers
Adam Powers (født 22. maj 1975 i Maryland, USA) er en dansk-amerikansk sangskriver og musikproducer, der bl.a. har skrevet flere sange for den danske pop-gruppe Infernal, heriblandt hittet "From Paris to Berlin".
Powers blev født i den amerikanske delstat Maryland til en dansk mor og en amerikansk far. Her boede han i tre år med forældrene og en storebror, indtil han med moderen og storebroderen flyttede til Danmark i 1978. I 2008 afsluttede han sin kandidatgrad i erhvervsøkonomi fra Handelshøjskolen.
Hans karriere som sangskriver begyndte for alvor da han i 1998 skrev kontrakt med Kenneth Bagers pladeselskab Flex Records. Fra år 2000 og opefter skrev han adskillige sange for kunstnere som DJ Aligator, Barcode Brothers, Hampenberg og DJ Encore.
I 2004 slog Powers igennem internationalt som sangskriver på singlen "From Paris to Berlin" udgivet af Infernal. Nummeret blev oprindeligt skrevet i 1998 af Powers, men det var først i samarbejdede med Paw Lagermann og Lina Rafn fra Infernal, at sangen blev færdiggjort. Sangen, der gik ind som #2 i England, var blot ét ud af flere fra albummet af samme navn, der også talte "Keen on Disco", "I Won't Be Crying" og "A to the B".
I 2007 havde Powers sangen "Like a Drug" med på Kylie Minogues album X, som han skrev sammen med Engelina, Cutfather og Jonas Jeberg.
Powers bidrog også til fem sange på Infernals album Electric Cabaret fra 2008, heriblandt singlerne "Downtown Boys", "Whenever You Need Me" og "Electric Light".
Adam Powers driver publishing-firmaet og studiekomplekset Musical Suspects i Skovlunde med Morgan Jalsing, der bl.a. har skrevet for Infernal, Inez og Sukkerchok.